# کیرپاین ماوه
کیرپاین ماوه (به لهستانی:  Kierpajny Małe) یک روستا در لهستان است که در گمینا پینگنژنو واقع شده‌است.